# Landesregierung und Stadtsenat Ludwig II
- SPÖ: 7
- GRÜNE: 2
- NEOS: 1
- ÖVP: 2
- FPÖ: 1

Landesregierung und Stadtsenat Ludwig II fasst zwei verfassungsmäßig nicht identische Wiener Institutionen zusammen: den Wiener Stadtsenat und die Wiener Landesregierung der 21. Wahlperiode. Die Wahl erfolgte am 24. November 2020 im Wiener Gemeinderat. Mit der Wahl wurden Landesregierung und Stadtsenat Ludwig I abgelöst.

## Geschichte
Nach der Landtags- und Gemeinderatswahl in Wien 2020 am 11. Oktober 2020 und fast dreiwöchigen Koalitionsverhandlungen zwischen der SPÖ Wien und NEOS – Das Neue Österreich und Liberales Forum wurden diese am 15. November 2020 abgeschlossen. Am 16. November 2020 präsentierten der Wiener NEOS-Spitzenkandidat Christoph Wiederkehr und SPÖ-Bürgermeister Michael Ludwig (SPÖ) erste Schwerpunkte der gemeinsamen Koalition.
Das Team der SPÖ blieb gegenüber Landesregierung und Stadtsenat Ludwig I unverändert. Christoph Wiederkehr (NEOS) wurde Vizebürgermeister und verantwortet die Bereiche Bildung, Jugend, Integration und Transparenz. Jürgen Czernohorszky (SPÖ) blieb Stadtrat, er übernahm neu die Aufgabenbereiche Klima, Umwelt und Demokratie, außerdem behielt er weiter den Bereich Personal. Ulli Sima (SPÖ) wechselte das Ressort und übernahm die Agenden für Innovation, Stadtplanung und Mobilität. Kathrin Gaál blieb Stadträtin für Wohnen, Wohnbau, Stadterneuerung und Frauen und wurde zusätzlich Vizebürgermeisterin. Peter Hanke blieb Stadtrat für Finanzen, Wirtschaft, Arbeit und Internationales und übernahm zusätzlich die Verantwortung für die Wiener Stadtwerke. Die Ressorts von Peter Hacker (Soziales, Gesundheit und Sport) und Veronica Kaup-Hasler (Kultur und Wissenschaft) blieben unverändert.
Bei den Grünen wurden Judith Pühringer und Peter Kraus nichtamtsführende Stadträte, die bisherige Vizebürgermeisterin Birgit Hebein schied aus der Regierung aus und verzichtete auch auf ihr Mandat im Gemeinderat. Die ÖVP Wien entsendete Isabelle Jungnickel und Bernadette Arnoldner als nicht amtsführende Stadträtinnen. Für die FPÖ wurde der Wiener Parteichef und bisherige Vizebürgermeister Dominik Nepp nicht amtsführender Stadtrat.
Das 212-seitige Koalitionspapier wurde am 16. November 2020 von den Gremien der SPÖ und am 17. November 2020 von NEOS aufgrund der COVID-19-Pandemie in einer Online-Mitgliederversammlung mit 95,15 Prozent Zustimmung bestätigt.
Nach dem Rücktritt von Gernot Blümel als Landesparteiobmann der ÖVP Wien im Dezember 2021 kündigte auch Bernadette Arnoldner ihre Rückkehr in die Privatwirtschaft an. Mit 20. Dezember 2021 folgte ihr Karl Mahrer als nichts amtsführender Stadtrat nach.
Nach dem Wechsel von Christoph Wiederkehr in die Bundesregierung Stocker folgte ihm Bettina Emmerling als Bildungsstadträtin und Vizebürgermeisterin nach. Auf Peter Hanke, der als Infrastrukturminister in die Bundesregierung wechselt, folgten ab dem 3. März 2025 Ulli Sima bzw. ab dem 7. März 2025 Finanzdirektor Christoph Maschek als Finanz- und Wirtschaftsstadtrat. Am 7. März 2025 wurden Christoph Maschek und Bettina Emmerling als Stadträte angelobt.

## Mitglieder von Stadtsenat und Landesregierung
| Amt                                                                          | Bild | Name                 | Partei | Partei                           | Zuständigkeitsbereiche |
| ---------------------------------------------------------------------------- | ---- | -------------------- | ------ | -------------------------------- | --- |
| Landeshauptmann Bürgermeister                                                |      | Michael Ludwig       |        | SPÖ                              | |
| Landeshauptmann-Stellvertreterin Vizebürgermeisterin Amtsführende Stadträtin |      | Bettina Emmerling    |        | NEOS                             | seit 7. März 2025 Bildung, Jugend, Integration und Transparenz                                                               |
| Landeshauptmann-Stellvertreterin Vizebürgermeisterin Amtsführende Stadträtin |      | Kathrin Gaál         |        | SPÖ                              | Wohnen, Wohnbau, Stadterneuerung und Frauen                                                                                  |
| Amtsführender Stadtrat                                                       |      | Jürgen Czernohorszky |        | SPÖ                              | Klima, Umwelt, Demokratie und Personal                                                                                       |
| Amtsführender Stadtrat                                                       |      | Peter Hacker         |        | SPÖ                              | Soziales, Gesundheit und Sport                                                                                               |
| Amtsführende Stadträtin                                                      |      | Veronica Kaup-Hasler |        | parteilos, von der SPÖ nominiert | Kultur und Wissenschaft |
| Amtsführender Stadtrat                                                       |      | Christoph Maschek    |        | SPÖ                              | seit 7. März 2025 Finanzen, Wirtschaft, Arbeit, Internationales und Wiener Stadtwerke                                        |
| Amtsführende Stadträtin                                                      |      | Ulli Sima            |        | SPÖ                              | Innovation, Stadtplanung und Mobilität                                                                                       |
| Stadtrat                                                                     |      | Peter Kraus          |        | Grüne                            | ohne Ressort |
| Stadträtin                                                                   |      | Judith Pühringer     |        | Grüne                            | ohne Ressort |
| Stadträtin                                                                   |      | Isabelle Jungnickel  |        | ÖVP                              | ohne Ressort |
| Stadtrat                                                                     |      | Karl Mahrer          |        | ÖVP                              | ohne Ressort seit 20. Dezember 2021 Nachrücker für Bernadette Arnoldner                                                      |
| Stadtrat                                                                     |      | Dominik Nepp         |        | FPÖ                              | ohne Ressort |
| Vorzeitig ausgeschiedene Mitglieder der Landesregierung                      |      |                      |        |                                  | |
| Stadträtin                                                                   |      | Bernadette Arnoldner |        | ÖVP                              | ohne Ressort Rücktritt Anfang Dezember 2021 angekündigt Nachfolger mit 20. Dezember 2021 Karl Mahrer                         |
| Landeshauptmann-Stellvertreter Vizebürgermeister Amtsführender Stadtrat      |      | Christoph Wiederkehr |        | NEOS                             | bis 3. März 2025, Wechsel in die Bundesregierung Stocker Bildung, Jugend, Integration und Transparenz                        |
| Amtsführender Stadtrat                                                       |      | Peter Hanke          |        | SPÖ                              | bis 3. März 2025, Wechsel in die Bundesregierung Stocker Finanzen, Wirtschaft, Arbeit, Internationales und Wiener Stadtwerke |